# Giprus pacificus
Giprus pacificus är en insektsart som beskrevs av Paul W. Oman 1937. Giprus pacificus ingår i släktet Giprus och familjen dvärgstritar. Inga underarter finns listade i Catalogue of Life.